# Cophura vitripennis
Cophura vitripennis är en tvåvingeart som först beskrevs av Charles Howard Curran 1927.  Cophura vitripennis ingår i släktet Cophura och familjen rovflugor. Inga underarter finns listade i Catalogue of Life.